# باران (فیلم ۱۹۴۹)
باران (به هندی: Barsaat) فیلمی محصول سال ۱۹۴۹ و به کارگردانی راج کاپور است. در این فیلم بازیگرانی همچون راج کاپور، نرگس دات، پریم نات، کی. ان. سینگ، نیممی ایفای نقش کرده‌اند.